# WeVideo
WeVideo é uma empresa de software como serviço (SaaS) com sede nos EUA que fornece uma plataforma de edição de vídeo colaborativa baseada na web que funciona em qualquer navegador. A empresa foi formada em 2011, com sede em Menlo Park, Califórnia.

## História
WeVideo Inc. foi fundada em abril de 2011 inicialmente como Creaza, Inc. A Creaza, Inc. é proprietária de uma empresa afiliada na Noruega chamada Creaza Education, que fornece um conjunto de ferramentas digitais para o mercado K-12, incluindo ferramentas de quadrinhos, edição de áudio, mapeamento mental e aplicativos de edição de vídeo.
A WeVideo lançou publicamente seus serviços em setembro de 2011, mudando seu nome da Creaza, Inc. para evitar qualquer confusão com a Creaza Education e para refletir a natureza social e colaborativa da plataforma.
Pouco depois do seu lançamento em 2011, a WeVideo foi convidada pelo YouTube para se tornar um parceiro do YouTube Create. O editor do WeVideo incorporado é uma das várias soluções oferecidas pelo YouTube para ajudar os usuários a criarem melhores composições de vídeo.
Em abril de 2012, a WeVideo anunciou que era um parceiro de lançamento para o Google Drive, o serviço de colaboração e armazenamento baseado em nuvem do Google.

## Recepção e prêmios
Michael J. Miller, da Ziff Brothers, Investments citou WeVideo como um de seus favoritos na conferência Demo Fall de 2011, afirmando que "apresenta uma solução de edição de vídeo para consumidores muito forte baseada em nuvem". A Network World também chamou WeVideo como um dos destaques da conferência, rotulando-a como algo para "manter seus olhos". O Seattle Times elogiou a capacidade da WeVideo de permitir que vários editores trabalhassem no mesmo vídeo, mas observou que os vídeos com mais de cinco editores exigiriam uma inscrição paga. O evangelista tecnológico Robert Scoble observou os recursos exclusivos de colaboração da WeVideo e afirmou que “o WeVideo é mais uma demonstração de como tudo está mudando devido à nuvem, até mesmo a edição de vídeo”.

### Prêmios
Desde a sua criação, a WeVideo recebeu vários prêmios, incluindo os seguintes:
- O prêmio DEMOgod na DEMO Fall 2011, entregue às cinco principais empresas apresentadoras pela força de seus produtos, posicionamento no mercado e presença no evento.[16][17]
- O festival Tanabata do Vale do Silício em 2011.
- AlwaysOn 2011 OnDemand Top 100 Empresas Privadas.[18]
- Plug and Play 2012 Empresa mais quente do mês.[19]
- Melhor no show no Digital Living Room e Venture Forum Pitch Competition.[20]
- AlwaysOn 2012 OnDemand Top 100 Empresas Privadas.[21]
- AlwaysOn 2012 Empresas OnMobile Top 100 Privadas.[22]
- AlwaysOn 2012 Global 250 Principais Empresas Privadas.[23]